# Onder Invloed (muziekproject)
Onder Invloed is een in 2008 gestart muziekproject. Het project bestaat uit live-uitvoeringen, video-interviews met muzikanten waarin hen naar hun muzikale invloeden wordt gevraagd en een boek. Inmiddels wordt de Engelse naam The Influences gebruikt. 

## Project
Het project is bedacht door muziekjournalist Matthijs van der Ven en bestaat sinds juni 2008. Sinds die tijd zijn er honderden videosessies gepubliceerd waarin muzikanten liedjes van hun voorbeelden ten gehore brengen en waarin ze uitleggen door wie en wat zij muzikaal beïnvloed zijn. Ook organiseerde Van der Ven liveoptredens in EKKO en Café De Stad in Utrecht, Hedon in Zwolle en 013 in Tilburg. Onder Invloed was daarnaast actief op Festival a/d Werf, Bevrijdingsfestival Overijssel, en Into The Great Wide Open.
Sinds 2016 organiseert hij regelmatig liveoptredens in Café de Stad in Utrecht, en ook in The Glad Cafe in Glasgow, Schotland. Ook is het project actief bij festivals TakeRoot (Groningen) en Down By The River (Venlo).

## Boek
In januari 2012 verscheen het gelijknamige boek bij uitgeverij L.J. Veen. In dit boek vertellen Nederlandse muzikanten over alles wat hen beïnvloedt, zoals opvoeding, de eerste platen die ze kochten, coverbandjes waarin ze speelden; maar ook over hun latere muzikale werk en levensloop, de spanning rondom optredens en albumuitgaven, het schrijven van liedjes en ontdekken van nieuwe favoriete muziek.
In het boek komen songwriters aan bod die behoren tot de top van de Nederlandse alternatieve muziekwereld, zoals Tim Knol, Anne Soldaat, Jelle Paulusma, Marien Dorleijn (van de band Moss), Marike Jager, Bertolf Lentink, Torre Florim (De Staat), Carol van Dyk (Bettie Serveert) en Lucky Fonz III.